# Huaca Prieta
Huaca Prieta è un sito di un antico insediamento, localizzato accanto alla costa dell'Oceano Pacifico nella Valle di Chicama nella Provincia di Ascope, nel nord-ovest del Perù. È parte del complesso archeologico di El Brujo, il quale comprende anche siti della cultura Moche.

## Storia
Una prima fase di occupazione del sito può essere posta nel periodo paleoamericano, con una presenza umana datata all'incirca tra il 13.000 e l'6.000 a.C.,mentre si ha una fase più recente corrispondente a quella del periodo preceramico, databile tra il 4.000 e il 2.500 a.C. Questo sito è composto da resti appartenenti a gruppi di agricoltori sedentari che costruirono abitazioni semiinterrate di pietra e fango, praticavano dei rudimenti di arte tessile, utilizzavano recipienti di zucca decorati con temi zoomorfi e antropomorfi attraverso la tecnica della pirografia. Sebbene le popolazioni locali possano essere inserite nel periodo preceramico, in quanto non fossero a conoscenza delle tecniche di lavorazione della ceramica, studi recenti hanno rivelato che essi fossero in possesso di conoscenze tali da coltivare il mais. Sempre in questo sito, nel 2016, è stata rinvenuta una tintoria di cotone risalente a circa 6.000 anni prima. Analisi effettuate su campioni di tessuto hanno permesso di rilevare dei pigmenti di indigotina, documentando l'utilizzo di questa tecnica 1.500 anni prima del suo utilizzo nella V Dinastia nell'Antico Egitto.

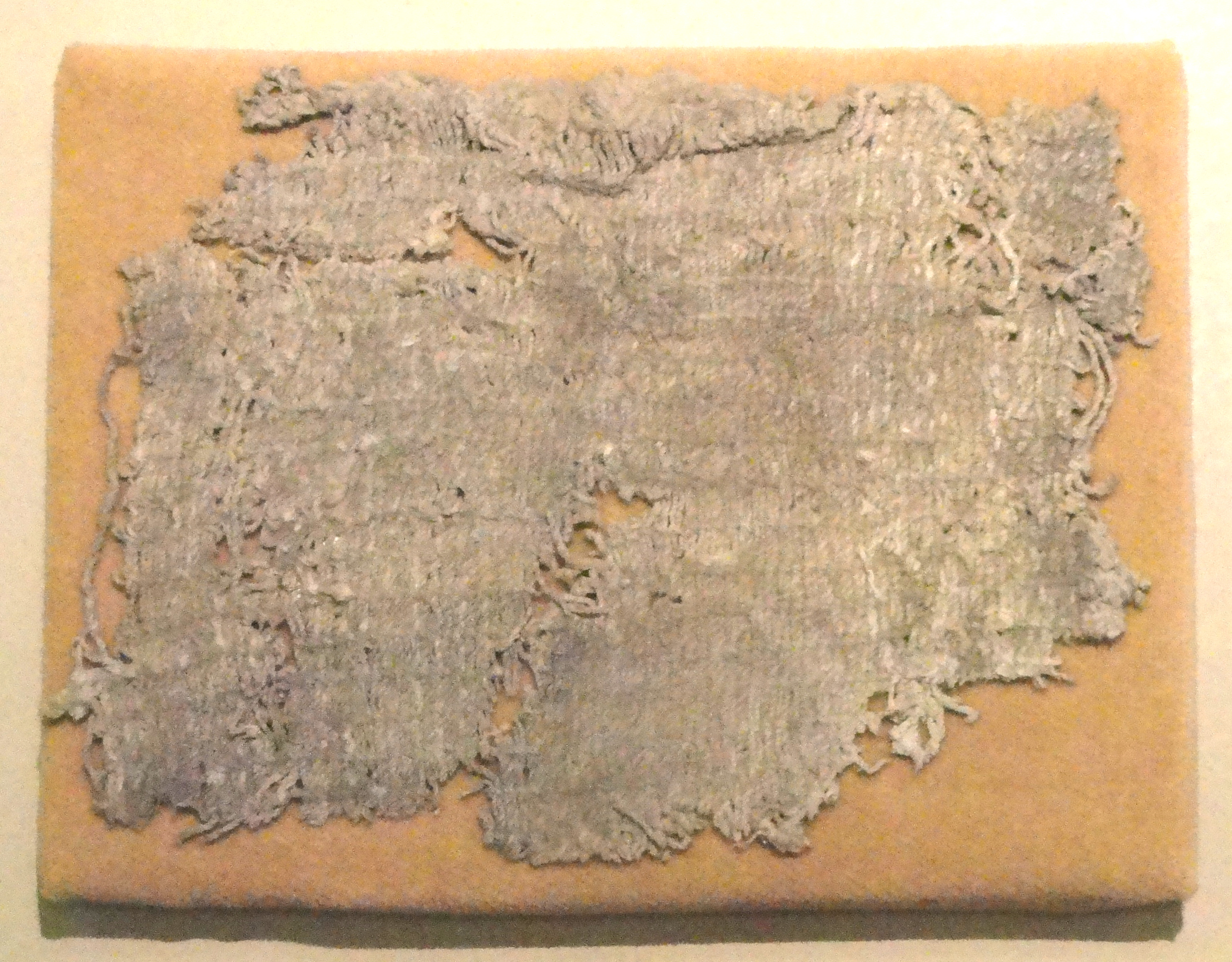
Frammento di tessuto ritrovato a Huaca Prieta

## Scavi
Le prime operazioni di scavo vennero effettuate tra il 1946 - 1947 da Junius B. Bird, il quale scavò tre pozzi per esaminare il sito. I resti, che sono oggi osservabili all'American Museum of Natural History di New York, comprendono numerosi esempi di tessuti creati con complesse tecniche di intreccio che comprendono trame raffiguranti uomini mitologici, condor, serpenti e granchi. Nella parte superiore del tumulo sono presenti delle strutture sotterranee dalla funzione incerta, alcune occupate da delle tombe, fabbricati con dei ciottoli cementati con una mistura di acqua e cenere. 

## Economia
Grazie ai resti rinvenuti nell'area degli scavi si possono delineare le abitudini della civiltà che abitava quell'area e della loro struttura economica, basata sullo sfruttamento delle risorse marine e agricole. Era praticata intensamente la pesca attraverso l'utilizzo di reti con le quali si raccoglievano pesci e crostacei, inoltre venivano cacciati i leoni marini e sfruttavano i resti delle balene spiaggiate sulla costa. Costole di balena, infatti, sono state ritrovate come travi nelle case del sito. Dal punto di vista agricolo i locali coltivavano vari tipi di fagioli, la manioca, peperoncini, varie specie di zucche e il cotone. Il mais, il quale si pensava fosse stato introdotto nella zona successivamente, è da poco stato ritrovato tra i resti risalenti al 4.700 a.C., portando gli studiosi a credere che la coltivazione del mais sia stata nota alle popolazioni locali prima di quanto creduto. È in questo periodo, inoltre, che nasce l'arte della tessitura nell'area, con la creazione delle prime tele realizzate attraverso la tecniche pre-telaio, ovvero con il solo utilizzo delle mani.